# Pseudotolithus elongatus
Pseudotolithus elongatus és una espècie de peix de la família dels esciènids i de l'ordre dels perciformes.

## Morfologia
- Els mascles poden assolir 47 cm de longitud total.[4][5]

## Alimentació
Menja peixos i gambes.

## Hàbitat
És un peix de clima tropical (17°N-6°S, 17°W-14°E) i demersal que viu entre 0-100 m de fondària.

## Distribució geogràfica
Es troba a l'Atlàntic oriental: des del Senegal fins al sud d'Angola.

## Observacions
És inofensiu per als humans.